# Vicariato apostolico di Puyo
Il vicariato apostolico di Puyo (in latino Vicariatus Apostolicus Puyoënsis) è una sede della Chiesa cattolica in Ecuador immediatamente soggetta alla Santa Sede. Nel 2022 contava 64.700 battezzati su 93.200 abitanti. È retto dal vescovo Rafael Cob García.

## Territorio
Il vicariato apostolico comprende la provincia del Pastaza, in Ecuador, tranne le parrocchie di Santa Clara, Arajuno e Curaray.
Sede del vicariato è la città di Puyo, dove si trova la cattedrale di Nostra Signora del Rosario.
Il territorio è suddiviso in 20 parrocchie.

## Storia
La prefettura apostolica di Canelos e Macas fu eretta il 4 ottobre 1886, ricavandone il territorio dal vicariato apostolico del Napo.
Il 19 febbraio 1930, in forza del breve Quo fidei di papa Pio XI, assunse il nome di prefettura apostolica di Canelos per la cessione del territorio di Macas al vicariato apostolico di Méndez e Gualaquiza (oggi vicariato apostolico di Méndez).
Il 29 settembre 1964 la prefettura apostolica fu elevata a vicariato apostolico con la bolla Apostolica praefectura di papa Paolo VI.
Il 18 maggio 1976 ha assunto il nome attuale in virtù del decreto Cum excellentissimus di Propaganda Fide.

## Cronotassi dei vescovi
Si omettono i periodi di sede vacante non superiori ai 2 anni o non storicamente accertati.
- Enrique Ezequiel Vacas Galindo, O.P. † (1898 - 1909 dimesso)
- Álvaro Valladares, O.P. † (29 luglio 1909 - 17 marzo 1926 dimesso)
- Agustín María León, O.P. † (17 marzo 1926 - giugno 1936 dimesso)
- Jacinto María D'Avila, O.P. † (16 settembre 1936 - 1948 dimesso)
- Sebastião Acosta Hurtado, O.P. † (12 novembre 1948 - 1958 dimesso)
- Alberto Zambrano Palacios, O.P. † (24 gennaio 1959 - 11 dicembre 1972 nominato vescovo di Loja)
- Tomás Ángel Romero Gross, O.P. † (5 luglio 1973 - 28 febbraio 1990 deceduto)
  - Sede vacante (1990-1992)
- Frumencio Escudero Arenas (6 ottobre 1992 - 25 luglio 1998 dimesso)
- Rafael Cob García, dal 28 novembre 1998

## Statistiche
Il vicariato apostolico nel 2022 su una popolazione di 93.200 persone contava 64.700 battezzati, corrispondenti al 69,4% del totale.
| anno | popolazione | popolazione | popolazione | presbiteri | presbiteri | presbiteri | presbiteri                | diaconi | religiosi | religiosi | parrocchie |
| anno | battezzati  | totale      | %           | numero     | secolari   | regolari   | battezzati per presbitero | diaconi | uomini    | donne     | parrocchie |
| ---- | ----------- | ----------- | ----------- | ---------- | ---------- | ---------- | ------------------------- | ------- | --------- | --------- | ---------- |
| 1950 | 15.000      | 22.000      | 68,2        | 5          |            | 5          | 3.000                     |         | 13        | 6         | 7          |
| 1965 | 4.000       | 8.000       | 50,0        | 10         |            | 10         | 400                       |         |           | 14        | 6          |
| 1970 | ?           | 18.000      | ?           | 9          |            | 9          | ?                         |         | 21        | 15        |            |
| 1976 | 24.200      | 28.000      | 86,4        | 5          |            | 5          | 4.840                     |         | 14        | 22        | 7          |
| 1980 | 25.200      | 29.800      | 84,6        | 6          |            | 6          | 4.200                     |         | 11        | 13        | 12         |
| 1990 | 35.000      | 40.000      | 87,5        | 9          | 4          | 5          | 3.888                     |         | 11        | 35        | 14         |
| 1999 | 59.000      | 72.000      | 81,9        | 11         | 8          | 3          | 5.363                     |         | 8         | 52        | 10         |
| 2000 | 59.979      | 73.000      | 82,2        | 11         | 8          | 3          | 5.452                     |         | 8         | 56        | 11         |
| 2001 | 61.021      | 74.042      | 82,4        | 12         | 10         | 2          | 5.085                     |         | 8         | 48        | 11         |
| 2002 | 53.560      | 68.000      | 78,8        | 14         | 12         | 2          | 3.825                     | 1       | 8         | 45        | 11         |
| 2003 | 54.459      | 59.917      | 90,9        | 13         | 12         | 1          | 4.189                     | 1       | 5         | 42        | 17         |
| 2004 | 55.068      | 61.779      | 89,1        | 11         | 9          | 2          | 5.006                     |         | 6         | 52        | 17         |
| 2010 | 61.100      | 67.800      | 90,1        | 17         | 12         | 5          | 3.594                     |         | 9         | 56        | 23         |
| 2014 | 65.000      | 72.200      | 90,0        | 19         | 15         | 4          | 3.421                     |         | 8         | 56        | 20         |
| 2017 | 60.242      | 86.715      | 69,5        | 20         | 15         | 5          | 3.012                     |         | 8         | 51        | 20         |
| 2020 | 62.900      | 90.600      | 69,4        | 14         | 11         | 3          | 4.492                     |         | 7         | 59        | 20         |
| 2022 | 64.700      | 93.200      | 69,4        | 14         | 11         | 3          | 4.621                     |         | 7         | 59        | 20         |